# Esteban Navarro

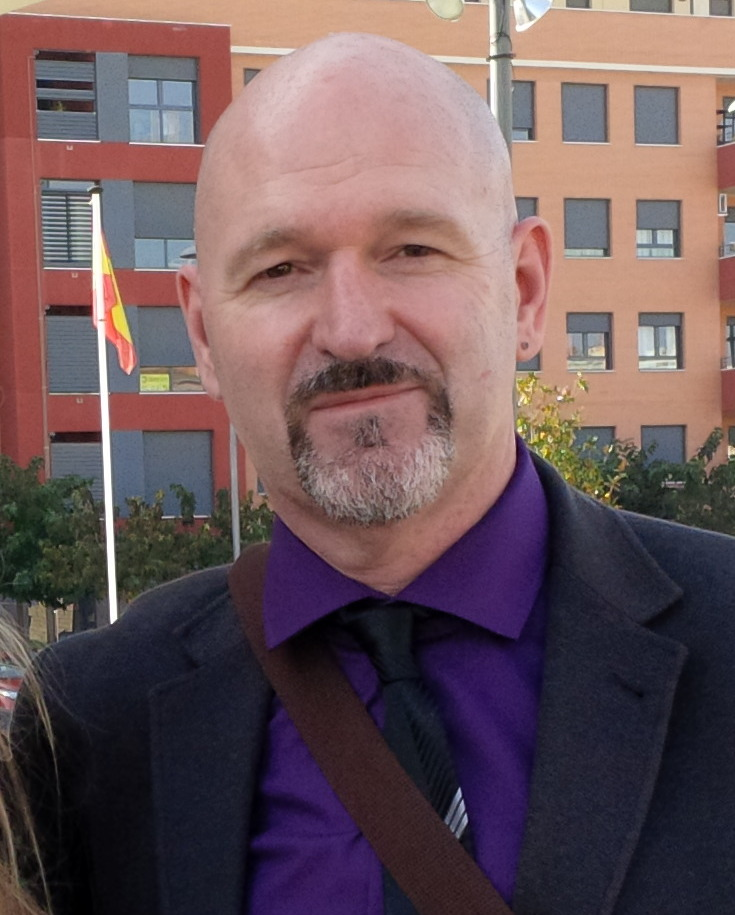
Esteban Navarro, 2014

Esteban Navarro Soriano (* 18. März 1965 in Moratalla, Murcia) ist ein spanischer Krimi-Autor. 

## Biografie
Navarro war von 1994 bis 2018 Polizeibeamter. Von 2011 bis 2013 unterrichtete er Literatur an der Kanarischen Schule für literarisches Schaffen. Er hat Beiträge zu den Diario del Alto Aragón, El Periódico de Aragón und Diario 16 geleistet. Er gründete und organisierte den Literaturpreis für Polizisten Concurso literario policía y cultura, der drei Jahre lang vergeben wurde. Navarro ist an der Organisation des Festivals Aragón Negro in Huesca beteiligt. Im Januar 2013 war er mit dem Roman La noche de los peones Finalist des Nadal-Literaturpreises. Im selben Jahr wurde er von der obersten Leitung der Landespolizei Aragons für seine Verdienste um das Ansehen des Polizeikorps ausgezeichnet.
Sein zehnter Roman Eine Geschichte der Polizei wurde im März 2017 in Madrid vorgestellt. Zwar handelt es sich inhaltlich um Fiktion, ist jedoch von tatsächlichen Ereignissen inspiriert und beschreibt Korruption und mafiaähnliche Strukturen innerhalb des Polizeiapparates. Es folgten internationale Medienberichte u. a. in The Guardian, in den Medien des Gruppo Editoriale L’Espresso oder in Russia Today. Von Seiten der Polizei wurde ein Ermittlungsverfahren gegen Navarro in Gang gesetzt, u. a. mit der Begründung, er habe seine Tätigkeit bei der Polizei genutzt, um für seine Bücher zu werben und mit Eine Geschichte der Polizei dem Ansehen der Polizei Schaden zugefügt. Nach Abschluss des Ermittlungsverfahrens sah sich Navarro wegen zu befürchtender Animositäten seiner Kollegen nicht in der Lage, seinen Dienst in Huesca wieder aufzunehmen. Den Vorschlag, sich in eine andere Stadt versetzen zu lassen, lehnte Navarro aus familiären Gründen ab. Daher wurde er 2018 von der Polizeidirektion nach 24 Dienstjahren in den Ruhestand versetzt.

## Werke
- 2011 El buen padre. Bubok, Madrid 2011, ISBN 978-84-9981-902-0 (361 S.).
- 2011 La casa de enfrente. Ediciones B, Barcelona 2011, ISBN 978-84-9070-389-2 (424 S.).
- 2012 La noche de los peones Ediciones B, Barcelona 2012, ISBN 978-84-666-5374-9 (250 S.).
- 2013 Los fresones rojos. Ediciones B, Barcelona 2013, ISBN 978-84-9872-979-5 (283 S.).
- 2014 Los crímenes del abecedario. Ediciones B, Barcelona 2014, ISBN 978-84-666-5564-4 (367 S.).
- 2014 Diez días de julio Ediciones B, Barcelona 2014, ISBN 978-84-9070-113-3 (311 S.; eingeschränkte Vorschau – Internet Archive).
- 2014 La puerta vacía. Ediciones B, Barcelona 2014, ISBN 978-84-666-5768-6 (311 S.).
- 2015 La gárgola de Otín.
- 2016 Los ojos del escritor. Ediciones B, Barcelona 2016, ISBN 978-84-9070-308-3 (279 S.).
- 2016 Ángeles de granito.
- 2016 El reactor de Bering. Avant Editorial, Barcelona 2017, ISBN 978-84-16864-32-4 (117 S.).[4]
- 2017 Una historia de policías (= La historia que contamos. Band 6). Getafe, Madrid, Playa de Ákaba 2017, ISBN 978-84-946517-9-3 (302 S.).[5]
- 2017 La marca del pentágono (Autoedición/Selbstverlag).
- 2017 Penumbra. Menoscuarto.[6]
- 2018 El apagón.
- 2019 El cónsul infiltrado. Editorial Doce Robles, Zaragoza, España 2019, ISBN 978-84-947558-9-7 (205 S.).[7]
- 2019 La rubia del Tívoli.[8]
- 2019 El ajedrecista.
- 2020 Natasha.
- 2020 Verdugos.
- 2020 Rock Island.
- 2020 El altruista.
- 2021 Un año de prácticas.
- 2022 La cuarta memoria.
- 2023 Medianoche.
- 2023 Baco.
- 2024 Montesblancos.[9]